# Новая пропакская партия
«Новая пропакская партия» (кор. 친박신당) — ликвидированная южнокорейская политическая партия, возглавляемая Хон Мунджоном. Призвана поддержать арестованного президента страны Пак Кын Хе.

## История
Партия была сформирована Хон Мунджоном, депутатом от 2-го избирательного округа Ыйджонбу, избранным от партии «Сэнури» на выборах 2012 года. Несмотря на свою изначальную партийную принадлежность, он часто присутствоавл на протестах, организованных «Партией патриотов Кореи».
15 июня 2019 года Хон объявил о своём выходе из партии «Свободная Корея» (ранее «Сэнури»). До своего ухода он уже был избран сопредседателем «Партии патриотов Кореи», которая позже сменила название на «Наша республиканская партия» (НРП). Тем не менее, вскоре у политика возник конфликт в партии, и уже 10 февраля 2020 года Хон был исключён из НРП.
25 февраля была официально учреждена «Новая пропакская партия», и Хон был избран её председателем. На предстоящих всеобщих выборах он предложил предвыборный альянс с «Партией объединения свободы» и другими беспартийными деятелями, поддерживающими экс-президента Пак Кынхе, в том числе с Пён Хидже.
Лю Ханджин, пресс-секретарь партии по международным делам, рассказал о политической философии и международных отношениях партии. 
После 2020 года партия не участвовала в выборах ни на каком уровне, в связи с чем была ликвидирована 16 апреля 2024 года, слившись с «Силой народа».

## Участие в выборах
| Выборы | Число мест | Голосов | Доля голосов | Статус    |
| ------ | ---------- | ------- | ------------ | --------- |
| 2020   | 0 из 300   | 142 747 | 0,51 %       | Оппозиция |